# Jean-François Landolphe
Pour les articles homonymes, voir Landolphe.
Jean-François Landolphe, né à Auxonne le 5 février 1747 et mort à Paris le 13 juillet 1825, est un négrier, pirate et officier de marine français, qui a pris 63 navires ennemis lors de la Quasi-guerre. 

## Biographie
Né à Auxonne le 5 février 1747, Jean-François Landolphe effectue des études de médecine puis s’embarque à 20 ans en qualité de secrétaire sur un vaisseau de commerce en partance pour Saint-Domingue. 
En 1769, il fait un premier séjour de trois mois au Bénin, alors appelé Côte des esclaves, où il revient en 1771 et essaye d'apprendre la langue. Il rédige le plan d'un établissement de commerce dans la rivière du Bénin, qu'il soumet à l'ancien gouverneur français du comptoir du Sénégal. 
Devenu capitaine d'un navire de 500 tonneaux et 20 canons, La Négresse, dont il avait surveillé la construction pour le compte d'un négrier malouin, il appareille du Havre le 7 novembre 1777 au service de la Compagnie de Guyane, pour entrer dans la rivière Bénin en février 1778, après quatre mois de traversée. Il fonde une factorerie à l'embouchure de la Bénin pour le compte de la Compagnie de  Guyane. 
Revenu au Bénin en 1783 à bord de la Charmante Louise, il bâtit le Fort Borodo, pour faciliter la traite négrière, dans l'île de Borodo, sur la rive gauche de l'embouchure de la rivière Formose, dans le royaume d'Owhère. Avec l'armateur négrier malouin Marion-Brillantais, il fonde la société coloniale philanthropique d'Ouère en Afrique à laquelle Louis XVI accorde le privilège exclusif du commerce sur les rivières Forcados et Bénin, en leur offrant le Pérou, vaisseau de 400 tonneaux et deux corvettes, L'Afrique et la Jeune Charlotte, destinées à remonter les rivières pour commercer avec les peuples de l'intérieur des terres. Le prospectus prévoyait que tous les trimestres, elle expédierait au Bénin un navire de trois à quatre cents tonneaux, chargé de marchandises pour deux cent mille francs. Le roi d'Owhère lui envoie huit cents hommes pour l'aider à construire le fort. En 1788, il tente d'introduire la culture de la canne à sucre dans cette partie de l'Afrique. 
Arrivé au début de 1792 en Guadeloupe, il combat les royalistes puis les Anglais et se voit charger de rallier des soutiens en Nouvelle-Angleterre puis de diriger l'armement corsaire du négociant Paul Mey de Pointe-à-Pitre
. Il retrouve ses amis de la côte d'Afrique, Louis-Alexis Baudouin et Roger Dufourq,  et former avec eux les « corsaires de la République ». Fidèle de l’amiral Louis-René-Madeleine de Latouche-Tréville lors de l’expédition de Saint-Domingue, Louis-Alexis Baudouin meurt lors de la bataille de Trafalgar.
Entre-temps, les Anglais, « pour empêcher le progrès d’une colonie naissante », détruisent l’établissement du Bénin en 1792 et font prisonnier Jean-François Landolphe. Conduit à Portsmouth, il est libéré fin 1794. En 1795, il est élevé au grade de capitaine de vaisseau dans les Antilles, où il participe à la prise de 63 navires, devenant un héros de la piraterie des années 1800 dans la Caraïbe. Il épouse le 31 janvier 1798 Marie-Thérèse Teney. En 1799, il commande l'escadre composée de La Concorde, La Médée et La Franchise, qui intercepte un navire anglais au large des îles du Cap-Vert. En 1800 dans le golfe de Guinée, il s'empare de l'île portugaise de Principe. Dans une lettre de 1801, Bonaparte indique qu'il « approuve fort la mesure » de « faire rendre à Cadix les 740 marins provenant de l'expédition de Landolphe » et rendus à Lisbonne. 
Capturé à Rio de Janeiro par les Anglais, il est libéré lors du traité de paix d'Amiens en 1802. Il a 55 ans et demande sa retraite. Il est reçu cordialement par le Général Bonaparte, qui lui répond qu'il ne peut rien obtenir concernant ses parts dans Fort Borodo, même si durant la campagne de piraterie de la Quasi-guerre, Landolphe a capturé à lui seul 63 bâtiments et coulé 830 pièces de canon. Il retourne en France rédiger ses mémoires puis mourir à Paris en 1825. Ses démarches, lors de la conclusion du traité d'Amiens, n'ayant pas obtenu de résultat, il n'a obtenu la réparation qu'il réclamait pour l'expropriation de Fort Borodo. 
Le botaniste Palisot de Beauvois, dont il a soutenu l'expédition en Afrique, lui a dédié le genre Landolphia, et en particulier l'espèce du Bénin Landolphia owariensis .